# 柳圣乡
柳圣乡，是中华人民共和国四川省眉山市东坡区曾经下辖的一个乡。2019年12月，撤销柳圣乡，将其所属行政区域划归复兴镇管辖。

## 行政区划
柳圣乡撤销前下辖以下地区：
柳圣社区、桂花村、五圣村、楠桥村、石榴村、八井村和力争村。